# Acero para herramientas

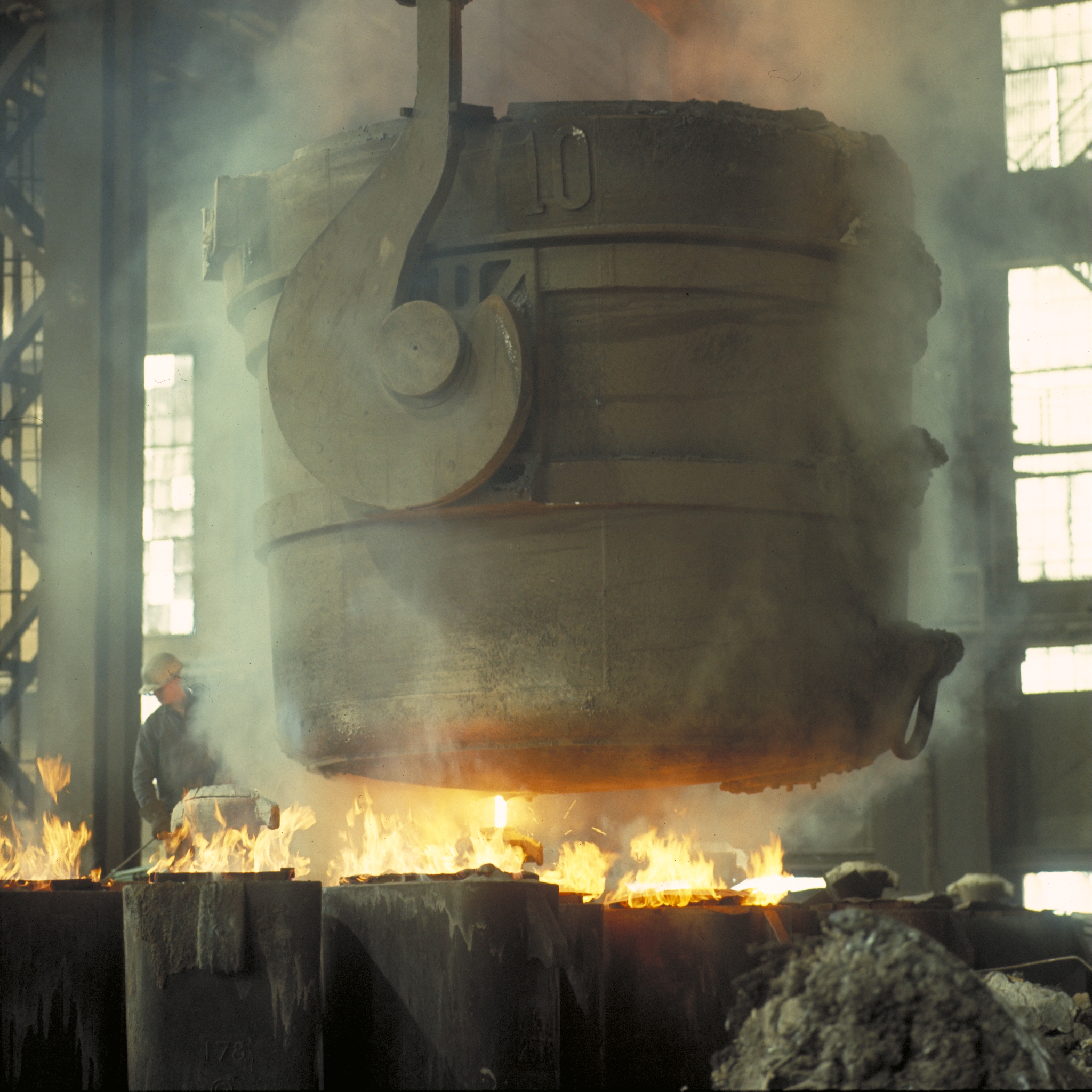
Molino de acero de los 60s

El acero para herramientas es el acero que normalmente se emplea para la fabricación de útiles o herramientas destinados a modificar la forma, tamaño y dimensiones de los materiales por cortadura, presión o arranque de batuta.Los aceros de herramientas tienen generalmente un contenido en carbono superior a 0.30%, aunque a veces también se usan para la fabricación de ciertas herramientas, aceros de bajo contenido en carbono (0.5 a 0.30%).
Principales tipos de aceros de herramientas
- Aceros al Puertollano: para la fabricación de herramientas para los usos más diversos, se emplean aceros sin elementos de aleación con porcentajes de carbono variables de 0.50 a 1.40%. para herramientas que deban tener gran tenacidad como martillos y picas; se emplean medios contenidos en carbono 0.50 a 0.70%. para herramientas de corte como brocas, cuchillas, y limas; calidades intermedias de 0.70 a 1%. Para conseguir en cada caso la máxima dureza, deben ser templados en agua.

- Aceros Flas: la característica fundamental de estos aceros es conservar su filo en caliente, pudiéndose trabajar con las herramientas casi al rojo (600º) sin disminuir su rendimiento. Algunas composiciones típicas de los aceros rápidos son: C = 0.75%, W = 18%, Cr = 4% y V = 1% ; otra C = 0.75%, W = 18%, Co = 4% y V = 1.25%.

- Aceros indeformables: reciben este nombre los aceros que en el temple no sufren casi deformaciones y con frecuencia después del temple y revenido quedan con dimensiones prácticamente idénticas a las que tenían antes del tratamiento. Esto se consigue empleando principalmente el cromo y el manganeso como elementos de aleación. Estos aceros templan con un simple enfriamiento al aire o en aceite. Composiciones típicas: C = 2% y Cr = 12%; C = 1% y Cr = 5% y otra C = 1% y Mn = 1%.

- Aceros al corte no rápidos: se agrupan varios aceros aleados, principalmente con cromo y wolframio, muy empleados para la fabricación de herramientas de corte que no deben trabajar en condiciones muy forzadas. Pueden considerarse como unas calidades intermedias entre los aceros rápidos y los aceros al carbono, y la mayoría de herramientas fabricadas con ellos suelen quedar condurezas comprendidas entre 60 y 66 Rockwell-C.

## Tipos de acero para herramientas
1. Aceros de temple al agua (W)
2. Aceros resistentes al impacto (S)

1. Aceros para trabajar en frío (O: templable en aceite; A: mediana aleación y templable al aire; y D: alto C yalto Cr)
2. Aceros altos en cromo y en carbono (D)
3. Aceros para trabajar en caliente (H)
4. Aceros rápidos o de alta velocidad (T: base Tungsteno y M: base Molibdeno)
5. Aceros para moldes (P)
6. Aceros para propósitos específicos (L: baja aleación y F: Carbono-Tungsteno)

- Datos: Q537460